# IBM 3790
IBM 3790は、IBMが1975年に発表した分散処理用のコンピュータである。現在ではミッドレンジコンピュータ、ミニコンピュータ、オフィスコンピュータなどに分類される。

## 名称
正式名称は「IBM 3790通信システム」(IBM 3790 communication system)である。

## 概要
IBM 3790はIBMの最初の分散処理用のコンピュータの1つであり、後継は1979年に出荷されたIBM 8100である。
IBM 3790は、支店、店舗、子会社などに設置され、Systems Network Architecture(SNA)を使用して、中央のメインフレームコンピュータに接続できるように設計された。
しかし3750はあまり成功しなかった。理由の1つには包括的なプログラミング言語がなかったためである。The 3790 Macro Assemblerはユーザーのアプリケーション開発が非常に大変で、ユーザーはテストのたびにIBMメインフレームでコンパイルしては、対象の3790へコンパイル後のモジュールとリンクオブジェクトを移動する必要があった。
代用としてIBMの別の製品であるProgram Validation Services (PVS)もあり、メインフレーム内でスクリプトを使用してテストできたが、そのスクリプトは作成が困難で1箇所のミスでも全体が失敗し、再実行するにはメインフレームの利用時間は高価でスケジュールも厳しかった。The Macro Assemblerのマニュアルは幅が4インチもあり、簡単な事を調べるのも大変だった。
IBMはthe Macro Assemblerの問題を認識し、自動化されたプログラムジェネレータであるDMSを作成した。DMSは後に、IBM 8100が使用可能になった際にCross System Product (CSP)となった。DMSは非常に少ないロジックでプログラムを生成することができ、画面を描き、「1から100までの数字」「数字ではなく文字」などの項目検査（フィールドチェック）も可能だった。ただしユーザーは依然としてMacro Assemblerを使い分ける必要があった。
仮に3790の設計者が、BASICのようなより包括的な高級言語を装備させていれば、もっと成功していたと思われる。

## 備考
- 日本では1976年に日本出版販売がIBM 3790を使用して出版流通システムを構築した。[1]

## 参照
1. ↑  コンピューターの歴史 - 日本IBM（PDF、1976年の項目を参照）